# Ptilodactyla equilobata
Ptilodactyla equilobata är en skalbaggsart som beskrevs av Chapin 1927. Ptilodactyla equilobata ingår i släktet Ptilodactyla och familjen Ptilodactylidae. Inga underarter finns listade i Catalogue of Life.